# Life in Pieces
Life in Pieces is een Amerikaanse komische televisieserie uit 2015 van CBS. De reeks werd bedacht door Justin Adler en vertelt het verhaal van 3 generaties in 1 familie. 
De eerste aflevering werd uitgezonden na de seizoensopener van The Big Bang Theory op 21 september 2015 en op 27 oktober van datzelfde jaar bestelde CBS dan een volledig seizoen van de reeks De serie werd redelijk positief onthaald door de pers en behaalt een gemiddelde score van 64 op Metacritic. Op 11 mei 2016 vernieuwde CBS de serie voor een tweede seizoen.
In Nederland is de reeks sinds 1 augustus 2016 te zien op Comedy Central. In België is de reeks sinds 24 november 2016 te zien op Q2.

## Verhaal
Het programma vertelt het verhaal van de familie Short, over 3 generaties heen. Elke aflevering wordt opgedeeld in 4 verhaallijnen (Life in Pieces vertaalt zich als Het leven in stukjes), die telkens over een ander deel van de familie gaan. 

## Rolverdeling
| Acteur            | Rol                    | Beschrijving personage |
| ----------------- | ---------------------- | --- |
| James Brolin      | John Short             | John is de vader/grootvader van de familie Short. Hij is een gepensioneerde piloot en getrouwd met Joan. Hij is tevens de vader van Heather, Matt en Greg en is ook het baasje van Tank, een Yorkshireterriër. |
| Dianne Wiest      | Dr. Joan Pirkle Short  | Joan is de moeder/grootmoeder van de familie Short. Ze is een therapeute en tevens de moeder van Heather, Matt en Greg. |
| Betsy Brandt      | Heather (Short) Hughes | Heather is de oudste dochter van Joan en John Short, en is getrouwd met Tim Hughes en heeft samen met hem 3 kinderen: Tyler, Samantha en Sophia Hughes. |
| Thomas Sadoski    | Matt Short             | Matt is de oudste zoon van Joan en John Short en is recent gescheiden van zijn vrouw. Hij moet daarom terug intrekken bij zijn ouders, die echter zijn oude kamer hebben omgebouwd tot een fitnessruimte en daardoor verplicht wordt zijn intrek in te nemen in de garage. Leert in de reeks een nieuwe liefde kennen: Colleen Brandon Ortega, met wie hij zich later ook verloofd. |
| Colin Hanks       | Greg Short             | Greg is de jongste zoon van Joan en John Short en is getrouwd met Jen. Is net vader geworden van een dochter: Lark. |
| Zoe Lister-Jones  | Jen Short              | Jen is de vrouw van Greg, moeder van Lark en is advocate in het dagelijkse leven. |
| Dan Bakkedahl     | Dr. Tim Hughes         | Tim is de man van Heather en de vader van Tyler, Samantha en Sophia en een dokter in de Otorinolaryngologie. |
| Angelique Cabral  | Colleen Brandon Ortega | Colleen is de vriendin van Matt, en heeft een hondje genaamd "Princess". |
| Niall Cunningham  | Tyler Hughes           | Tyler is de oudste zoon van Heather en Tim. Hij zit in het laatste jaar van zijn humaniora en is vooral bezig met meisjes te versieren. |
| Holly J. Barrett  | Samantha Hughes        | Samantha is de oudste dochter van Heather en Tim. |
| Giselle Eisenberg | Sophia Hughes          | Sophia is de jongste dochter van Heather en Tim en een echte wijsneus voor haar leeftijd. |

### Gastrollen
- Ann Guilbert als GiGi Pirkle, de moeder van Joan
- Jordan Peele als Chad, de ex-verloofde van Colleen
- Hunter King als Clementine, het vriendinnetje van Tyler
- Martin Mull als Gary Timpkins, een patiënt van Joan
- Susan Park als Dr. Sally Hong
- Tonita Castro als Tonita: Colleen's grootmoeder
- Bella Shepard als Lexie, vriendin van Samantha
- Ashley Wolff als Jenna, vriendin van Samantha
- Andrew McKeough als Jayden
- Martin Starr als Oscar
- Stephnie Weir als Bernadette
- Rhys Darby als Teddy